# Farmleigh Bridge
Die Farmleigh Bridge, auch bekannt als Silver Bridge, Guinness Bridge oder Strawberry Beds Bridge, ist eine Kabel-, Rohr- und Fußgängerbrücke über den Fluss Liffey bei Palmerston in der Nähe von Dublin, Irland. Sie wurde in den 1880er Jahren gebaut und diente in erster Linie dem Überführen der Stromleitungen zum Farmleigh Estate, dessen Beleuchtung durch ein Kleinkraftwerk auf der Südseite des Flusses mit Energie versorgt wurde. Das Herrenhaus wurde 1872 von Edward Cecil Guinness, dem Besitzer der Guinness-Brauerei und später reichsten Mann Irlands, gekauft.  
Die Brücke ist wahrscheinlich von der brauereieigenen Technikabteilung entworfen worden, genauso wie auch der Uhr- und Wasserturm des Herrenhauses. Sie besteht aus einem 52 m langen kastenförmigen Fachwerkträger, der über den Fluss und die Uferstraße führt und auf beiden Seiten mit Toren abgeschlossen ist. Während die Brücke auf der Südseite ins Nichts zu führen scheint, ist der Abschluss auf der Nordseite als gemauertes Portal gestaltet.
Die Brücke war für die Öffentlichkeit nie zugänglich, wurde aber von der Familie Guinness und den Hausangestellten als Fußgängerbrücke genutzt. Die Brücke wurde später nicht mehr genutzt, sodass die Bodenbretter verloren gingen. Verschiedene Stellen auf nationaler und lokaler Ebene arbeiten an der Planung der Restaurierung der Brücke.